# 伊刈
伊刈（いかり）は、埼玉県川口市の大字。郵便番号は333-0865。

## 地理
川口市の北部に位置する。一部をさいたま市南区と接する。小谷場地内に伊刈の飛地が複数存在する。南西部から北東部にかけて東京外環自動車道が横断しており、川口西インターチェンジがある。区画整理が進んでおり、宅地化が進む。特に南部では区画整理が完了した地区から順に新町名に変更されている。

### 河川
- 藤右衛門川
- 藤右衛門川放水路

## 歴史
もとは江戸期より存在した足立郡浦和領に属する伊刈村であった。正保年間から元禄年間にかけて芝村より分村して成立した。伊刈は怒や伊苅とも記された。持添新田を領していた。

### 沿革
- 1871年（明治4年）11月13日 - 第1次府県統合により埼玉県の管轄となる。
- 1879年（明治12年）3月17日 - 郡区町村編制法により成立した北足立郡に属す。郡役所は浦和宿に設置。
- 1889年（明治22年）4月1日 - 町村制施行により伊刈村、芝村、小谷場村、柳崎村の四箇村が合併し、芝村成立。伊刈村は芝村の大字伊刈となる。
- 1940年（昭和15年）4月1日 - 芝村が鳩ヶ谷町（1950年に再分離）、神根村、新郷村と共に川口市に編入される。川口市の大字となり現在に至る。地区南部は住居表示実施により新町名となっている部分も多い。
- 1979年 （昭和54年）9月1日 - 住居表示実施により大字伊刈の一部が柳根町、柳崎1丁目に編入[6][7]。
- 2007年 （平成19年）12月1日 - 住居表示実施により大字伊刈の一部が芝東町(1～19番）、芝高木1丁目、芝下3丁目、芝宮根町に変更[8]。
- 2016年（平成28年）3月1日 - 芝東第5土地区画整理事業の完了に伴い住居表示実施。大字伊刈の一部が本前川2丁目、芝東町（20番）に編入[9]。

## 世帯数と人口
2018年（平成30年）3月1日現在の世帯数と人口は以下の通りである。
| 大字 | 世帯数    | 人口    |
| ---- | --------- | ------- |
| 伊刈 | 1,757世帯 | 4,053人 |

## 小・中学校の学区
市立小・中学校に通う場合、学区（校区）は以下の通りとなる。
| 番地           | 小学校               | 中学校               |
| -------------- | -------------------- | -------------------- |
| 1509〜1548番地 | 川口市立芝西小学校   | 川口市立小谷場中学校 |
| その他         | 川口市立芝中央小学校 | 川口市立芝東中学校   |

## 交通

### 道路
- 東京外環自動車道
  - 川口西インターチェンジ
- 国道298号

## 施設
- 川口北郵便局
- 川口市消防局北消防署伊刈分署
- 川口市芝福祉センター
- 川口市西部土地区画整理事務所
- 伊刈町会会館
- 伊刈力神社
- 野島児童公園